# Dos personas. Los solitarios
Dos personas (en noruego, To mennesker) o Los solitarios (en noruego, De ensomme) es un motivo pictórico del pintor noruego Edvard Munch, que creó en una pintura, un aguafuerte y una xilografía en 1892, 1894 y 1899. Muestra a una mujer y un hombre de espaldas en una playa. La representación simplificada se basa en el sintetismo. En 1901 la pintura fue destruida por una explosión. Como resultado, Munch pintó tres versiones más del motivo en 1905, 1906/07 y 1933-1935.

## Descripción
Según Arne Eggum, la composición del cuadro se caracteriza por su sencillez. Una mujer vestida de blanco con cabello largo y rubio está de pie y de espaldas en la playa mirando hacia el mar. Actúa "como un pilar de luz ". No muy lejos de ella hay una segunda figura de espaldas, un hombre con traje oscuro. Parece estar acercándose a la mujer por detrás, pero está congelado a mitad del movimiento. Debido a esta solidificación, el motivo según Eggum irradia una gran calma. La posición de las dos figuras entre sí, la distancia entre ellas y el contraste claro-oscuro de sus ropas transmiten cercanía y distancia.
Ambas figuras forman los únicos pilares verticales de la composición, que por lo demás está determinada por las líneas horizontales curvas de la playa, el mar y el cielo. El paisaje no muestra rastro de vida. Las figuras parecen estar absolutamente aisladas. La mayor parte del fondo está ocupada por una masa de agua, cuya línea del horizonte se extiende casi hasta el borde superior de la imagen. Se crea la impresión de una inmensa extensión de mar. El cielo despejado adquiere el color del agua. Solo la playa en primer plano es colorida. Está cubierta por rocas redondeadas por las mareas.

## Historia

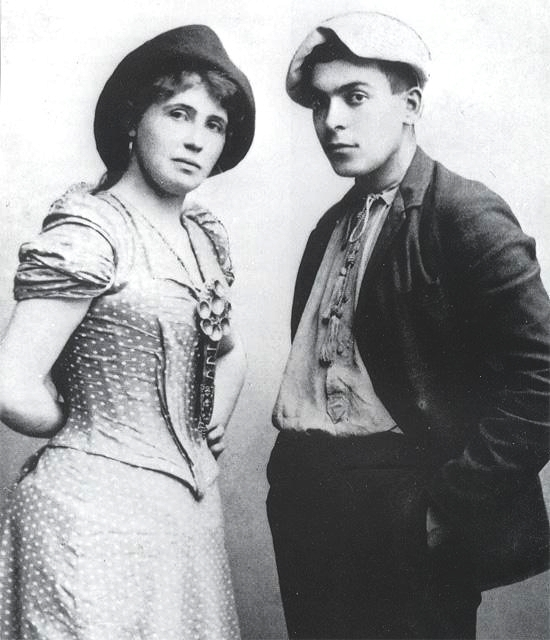
Oda Krohg y Jappe Nilssen, 1891.

El motivo Dos personas, como el motivo Melancolía, que se creó al mismo tiempo, se remonta a una experiencia en el verano de 1891, que Munch pasaba tradicionalmente en Åsgårdstrand, una pequeña ciudad costera noruega en el fiordo de Oslo, que era el lugar de veraneo de muchos ciudadanos y artistas de la cercana Kristiania, hoy Oslo. El amigo de Munch, Jappe Nilssen, y el matrimonio de pintores Christian y Oda Krohg pasaron el verano en el mismo lugar, y Munch fue testigo de la infeliz historia de amor del amigo de 21 años con la mujer casada diez años mayor. La relación despertó a Munch recuerdos de su propio amor infeliz por Milly Thaulow, solo unos años antes. Munch también tenía 21 años cuando se enamoró de la esposa tres años mayor de su primo Carl Thaulow (hermano del pintor Frits Thaulow) en 1885, un amor prohibido que lo atormentó durante mucho tiempo y que escribió en una novela entre 1890 y 1893 en la que le dio a su amante el nombre de "Frau Heiberg". Al final de la aventura, dijo: “Después de eso, renuncié a toda esperanza de poder amar“. Tanto las notas literarias como los dibujos de Munch demuestran la estrecha relación entre los dos motivos Dos personas y Melancolía. Por ejemplo, un dibujo a lápiz de 1891 muestra la figura masculina ligeramente encorvada de Dos personas desde atrás frente a la costa presente en Melancolía.

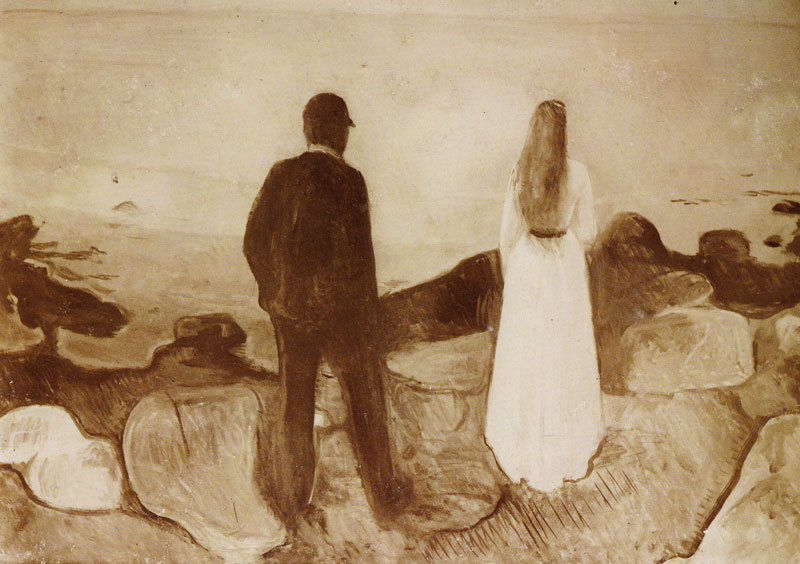
Dos personas. El solitario (1892) en una exposición en Berlín en 1892/93, fotografía: Max Marschalk.

La primera versión de Dos personas tiene una fecha diferente en la literatura. Según el catálogo razonado de Gerd Woll, fue pintada en 1892, "cerca de la creación de Melancolía". Originalmente se exhibió bajo el título Un hombre y una mujer en una noche de verano. Fue uno de los 55 cuadros que Munch presentó en octubre de 1892 en una exposición de la Asociación de Artistas de Berlín que causó un escándalo en el mundo del arte alemán, el llamado "caso Munch". A principios del año 1892/93, Munch volvió a mostrar los cuadros, organizado de forma privada en Berlín. Esta exposición fue fotografiada por Max Marschalk. La fotografía en blanco y negro que tomó es la única ilustración sobreviviente de la pintura. En diciembre de 1901 a bordo del vapor Kong Alf fue destruido en una explosión durante una fuerte tormenta. Varias obras estaban siendo transportadas de regreso de exposiciones en Múnich y Viena a Noruega. En este momento, el coleccionista de arte noruego Olaf Schou ya había adquirido el cuadro Dos personas. Con la suma asegurada de 1.600 coronas, encargó inmediatamente a Munch un cuadro de reemplazo, la composición En el puente, que se realizó en el mismo año.
.

Dos personas. El solitario (1894), grabado, 15,5 × 21,4 cm, Thielska galleriet Estocolmo

En 1894, Munch comenzó a explorar el grabado como artista. Dos personas fue uno de los primeros motivos que implementó Munch utilizando la técnica del grabado a punta seca. Revisó el formulario de impresión al menos seis veces antes de publicar un portafolio con grabados impresos para Julius Meier-Graefe en 1895, que además de Dos personas contenía otros siete motivos. En 1912 realizó más grabados, esta vez con tinta marrón sobre papel de color amarillo parduzco. Excepto por el hecho de que el aguafuerte está invertido en espejo, se basa fuertemente en la pintura original. En París, en 1896, Munch retomó parte del motivo en una grabado a media tinta. Esta vez se centró por completo en la mujer de espaldas en la playa y eliminó la figura del hombre. En esta representación probó varias combinaciones de colores con el fin de transmitir una expresión emocional, tendiendo a la monocromía. El grabado se llama Mujer solitaria en la orilla o La solitaria. 

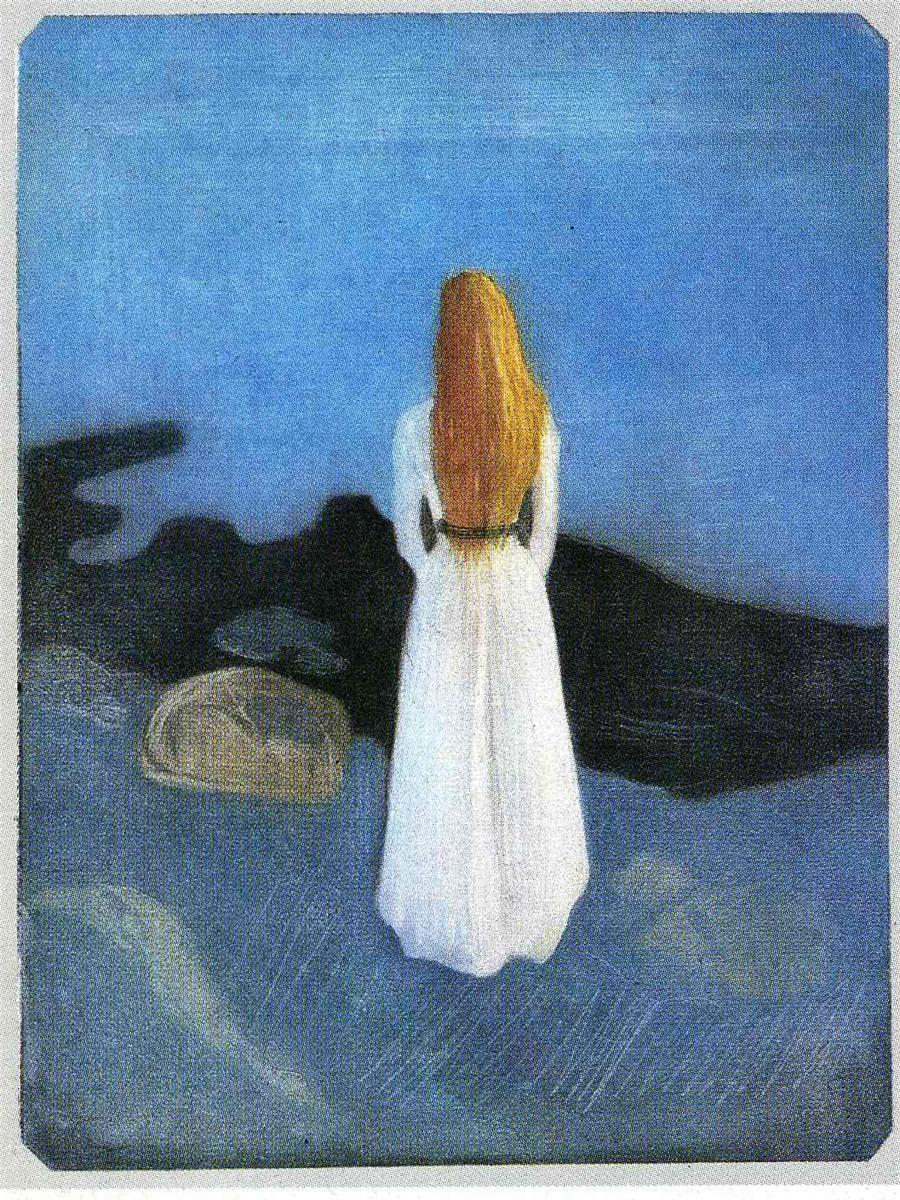
Mujer solitaria en la orilla (1896), aguafuerte, 28,5 × 21,6 cm, Museo Munch de Oslo.

En 1899 Munch trabajó con otra técnica de impresión que había aprendido mientras tanto sobre el motivo Dos personas, el grabado en madera. El medio más burdo da como resultado una abstracción más fuerte de la representación. Munch cortó el panel de madera en tres partes: la figura femenina, la figura masculina, incluida la playa, y el mar y el cielo. En las impresiones variaba los colores de las planchas individuales y, a veces, las coloreaba a mano. Munch experimentó con la cantidad y la consistencia del color, los agentes aglutinantes y la presión de contacto y, a veces, también usó trozos de papel de colores que colocó en los paneles de madera. En general, según Hans Dieter Huber, las impresiones de Dos personas muestran "un espectro extraordinariamente diverso de opciones de impresión en color". En 1912, Munch retomó parte del motivo en un grabado en madera más pequeño y contrastó a la mujer en la playa con una "columna de luna", el reflejo vertical de la luna en el agua, que es un elemento característico de su imaginería. De vez en cuando había insertado este pilar de luz de luna entre las figuras de la versión de 1899 como un símbolo con carga erótica, que separa y une a la pareja. 
En forma de pintura, Munch retomó el motivo tres veces más. En 1905 pintó un óleo con disposición en espejo en comparación con la primera versión, que ahora es de propiedad privada. En 1906/07 fue parte del motivo del friso Reinhardt pintado al temple, una serie de pinturas en forma de friso, que el director del Deutsches Theatre Max Reinhardt encargó a Munch para decorar un salón de baile. Después de que el cuadro fuera confiscado como arte degenerado de la Galería Nacional en 1938 y tuviera que venderse, el Museo Folkwang de Essen lo adquirió en 1968. Entre 1933 y 1935, finalmente creó otra pintura al óleo con un colorido típico de su obra posterior, que Munch legó a la ciudad de Oslo como parte de su patrimonio. Hoy se muestra en el Museo Munch de Oslo.

## interpretación

### Eros
Según Sidsel Helliesen, los dos títulos comunes del motivo se centran en diferentes niveles de la imagen. Dos personas es la descripción fáctica del contenido de la imagen. Los solitarios transmite el estado de ánimo de la composición. Para Ulrich Bischoff, en cambio, “la tensión erótica es el tema real de la representación”, a la que se subordinan las figuras y el paisaje para la “ilustración simbólica de fuerzas naturales con carácter sexual”. Jens Thiis lo expresó: “Las fuertes vibraciones del instinto susurran en esta imagen”. Para Arne Eggum hay “una especie de seriedad erótica, un pietismo de sensualidad” sobre el paisaje nórdico representado.

Eggum describe a Dos personas como uno de los "motivos de amor" en la obra de Munch. La figura masculina es un alter ego del pintor. La figura femenina vestida de blanco luminoso es una "imagen de nostalgia", un "símbolo Solveig" de pureza femenina, que lleva el nombre de un personaje de la obra de teatro Peer Gynt de Henrik Ibsen. Ella representa el tipo de mujer que Munch siempre lamentó, según sus propios escritos, no haber elegido como pareja. El tipo de etérea figura femenina vestida de blanco se puede encontrar a menudo en la obra de Munch, por ejemplo en La mujer en tres etapas, La danza de la vida o Chicas en el puente.

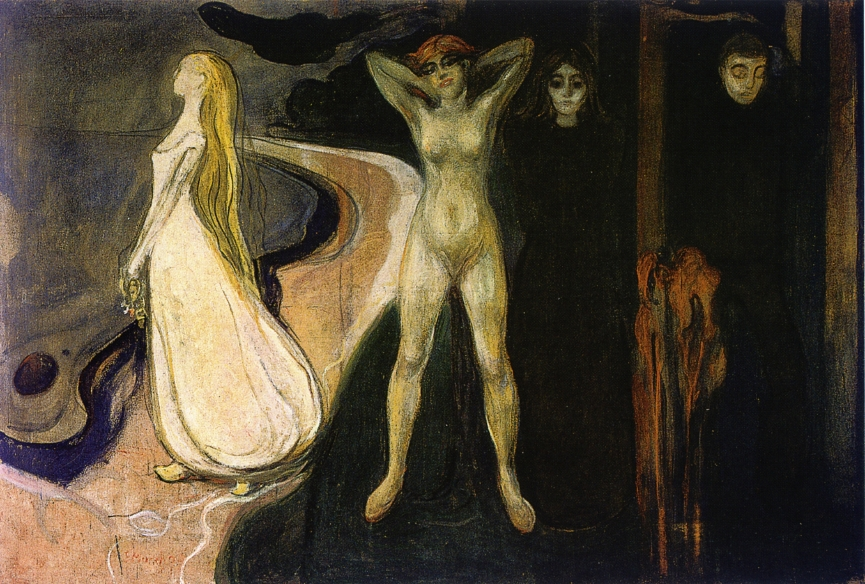
La mujer en tres etapas (1894), óleo sobre lienzo, 164 × 250 cm, Museo de Arte de Bergen.
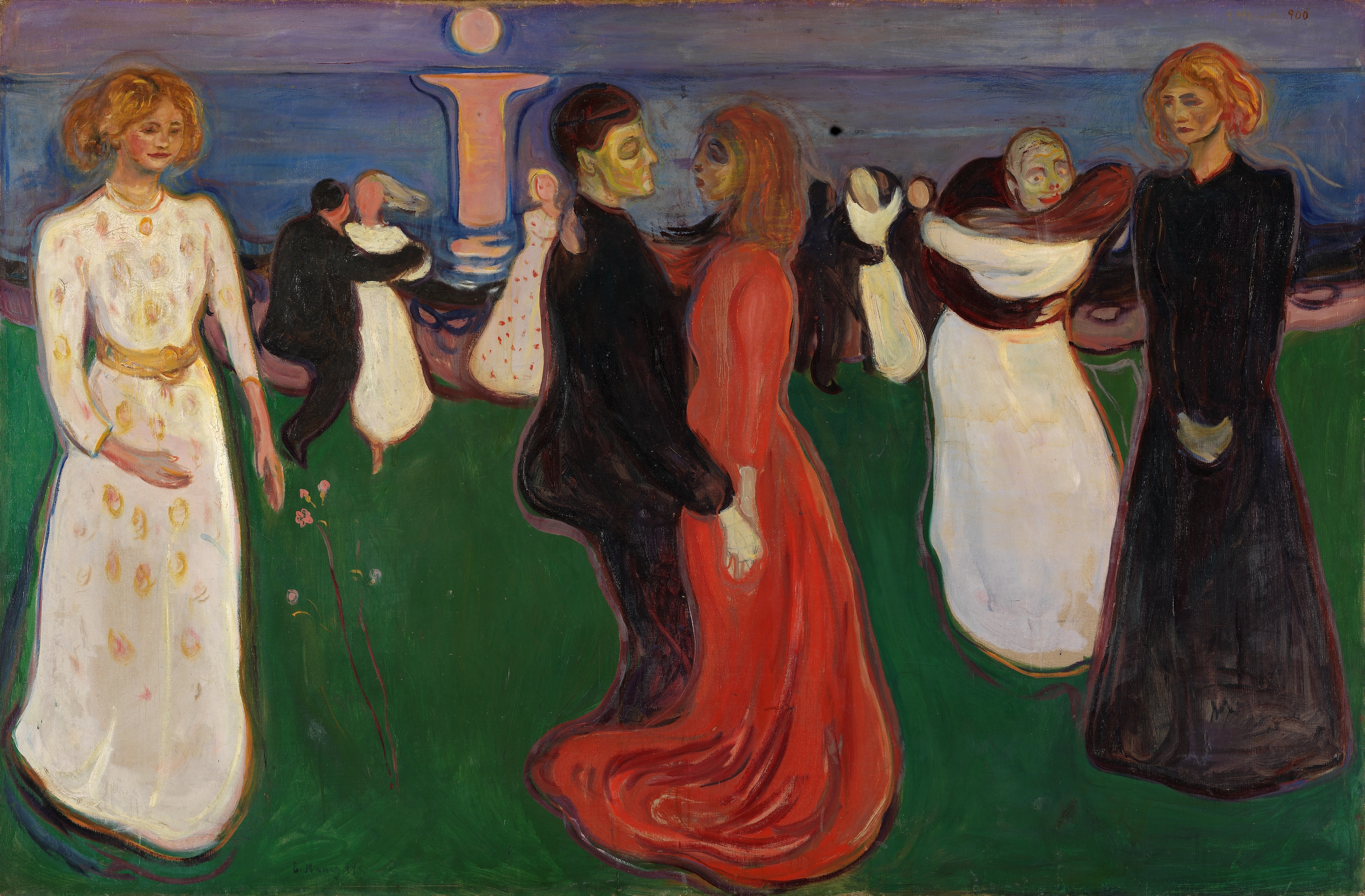
La danza de la vida (1899-1900), óleo sobre lienzo, 129 × 191 cm, Galería Nacional de Noruega, Oslo.
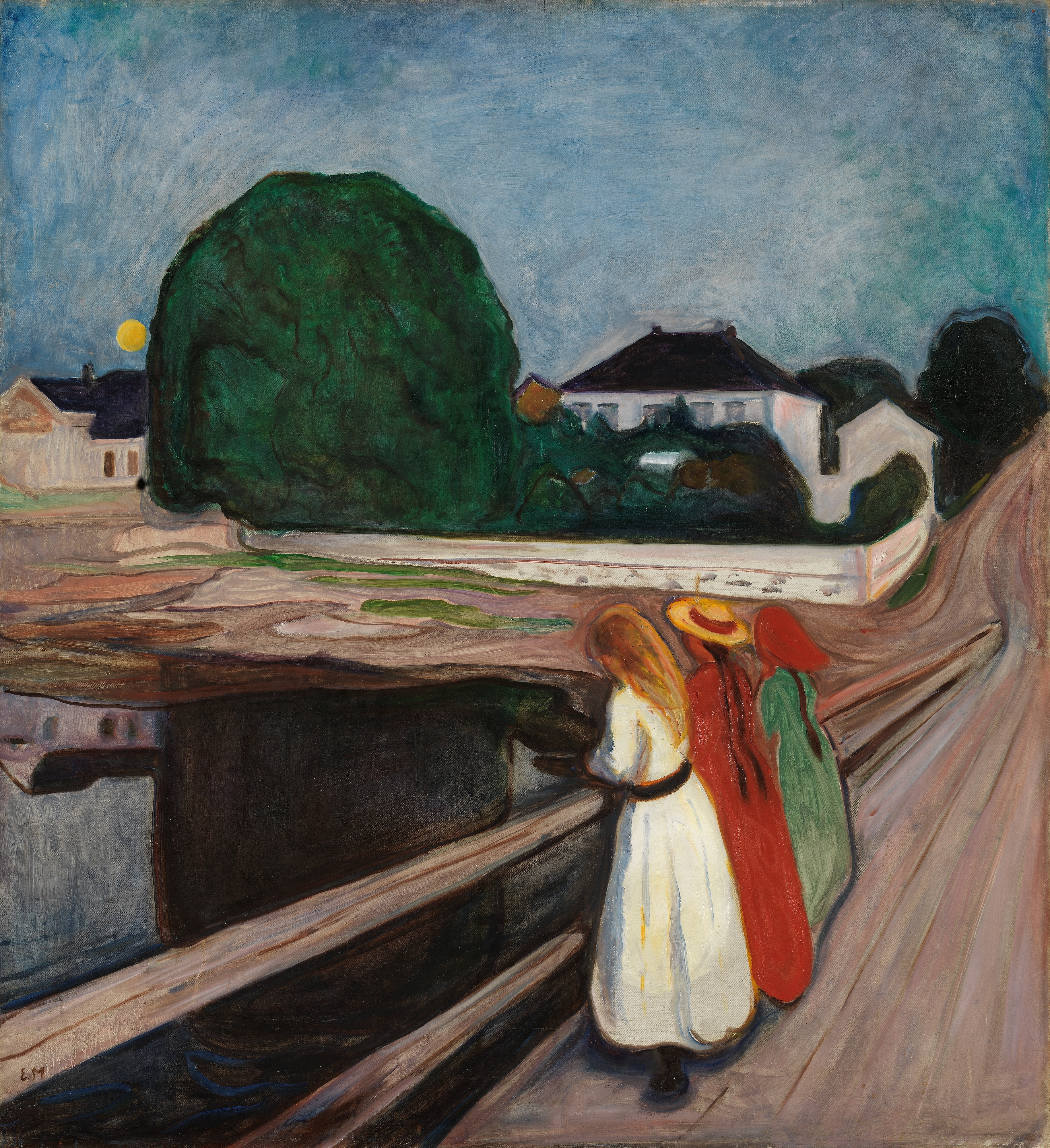
Chicas en el puente (1901), óleo sobre lienzo, 136 × 125 cm, Galería Nacional de Noruega, Oslo.

En una nota literaria, Munch describió un romántico paseo nocturno por la playa, que Eggum identifica como inspiración para el motivo: “Era de noche. Caminé a lo largo del mar, la luz de la luna entre las nubes, las estrellas se mecían sobre el agua, místicas como gente del mar que eran grandes cabezas blancas y se reían, algunos en la playa, otros en el agua, y ella, que caminaba a mi lado, miraba. Como una sirena, con los ojos desnudos y su cabello suelto brillando dorado a la luz del horizonte."

### Misticismo de la naturaleza
A menudo se ha comparado esta pintura con los cuadros de Caspar David Friedrich, especialmente sus figuras, inmersas en la contemplación de la naturaleza, como Dos hombres junto al mar, El monje junto al mar  y Hombre y mujer contemplando la luna. Sin embargo, las representaciones de la naturaleza de Fiedrich, arraigadas en el Romanticismo, siempre muestran la fe en un Dios que se revela a sí mismo en la naturaleza. El aislamiento terrenal de las personas se alza así a través de una conexión metafísica.

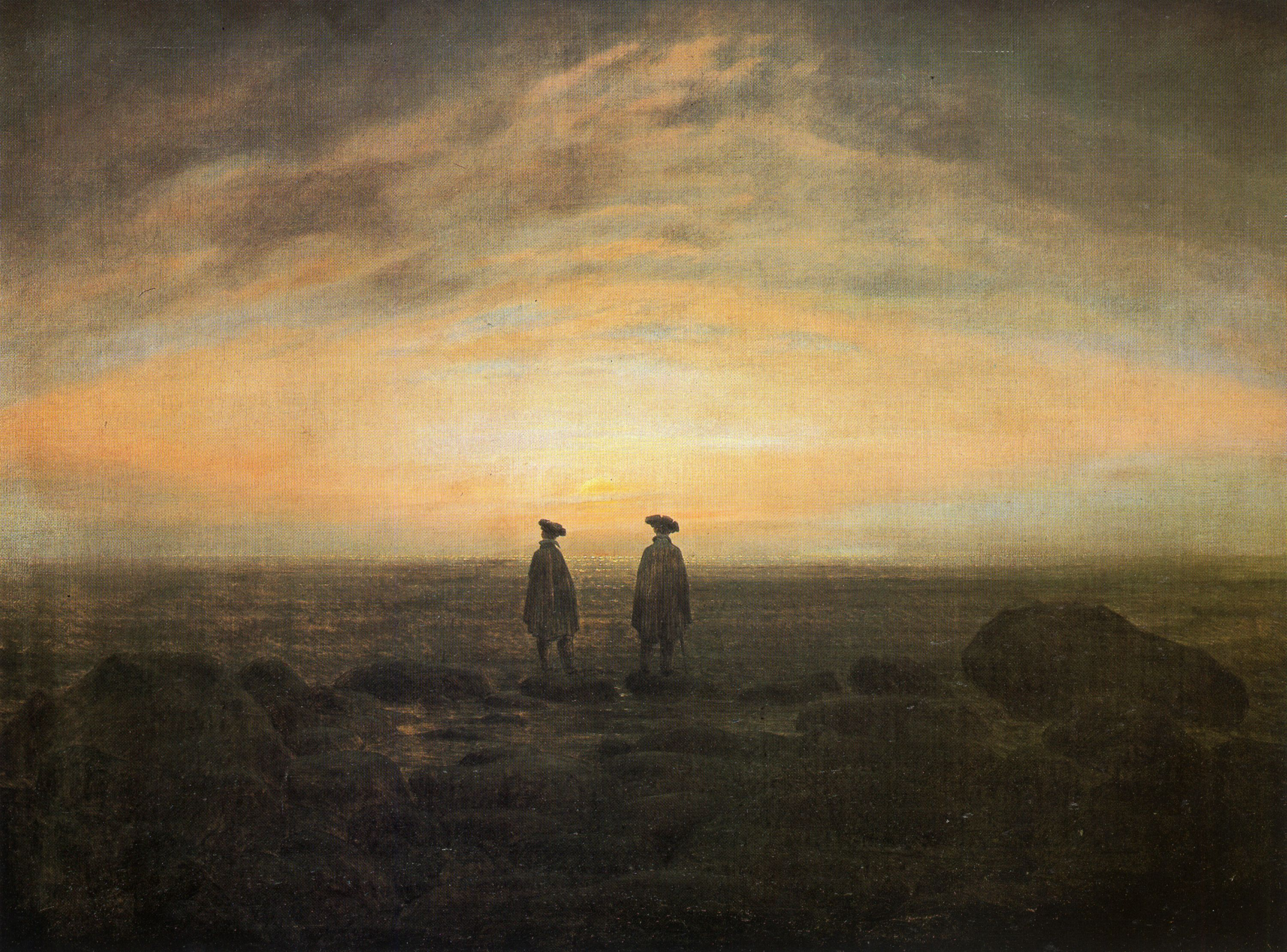
Caspar David Friedrich: Dos hombres junto al mar (1817), óleo sobre lienzo, 51 × 66 cm, Alte Nationalgalerie Berlín.
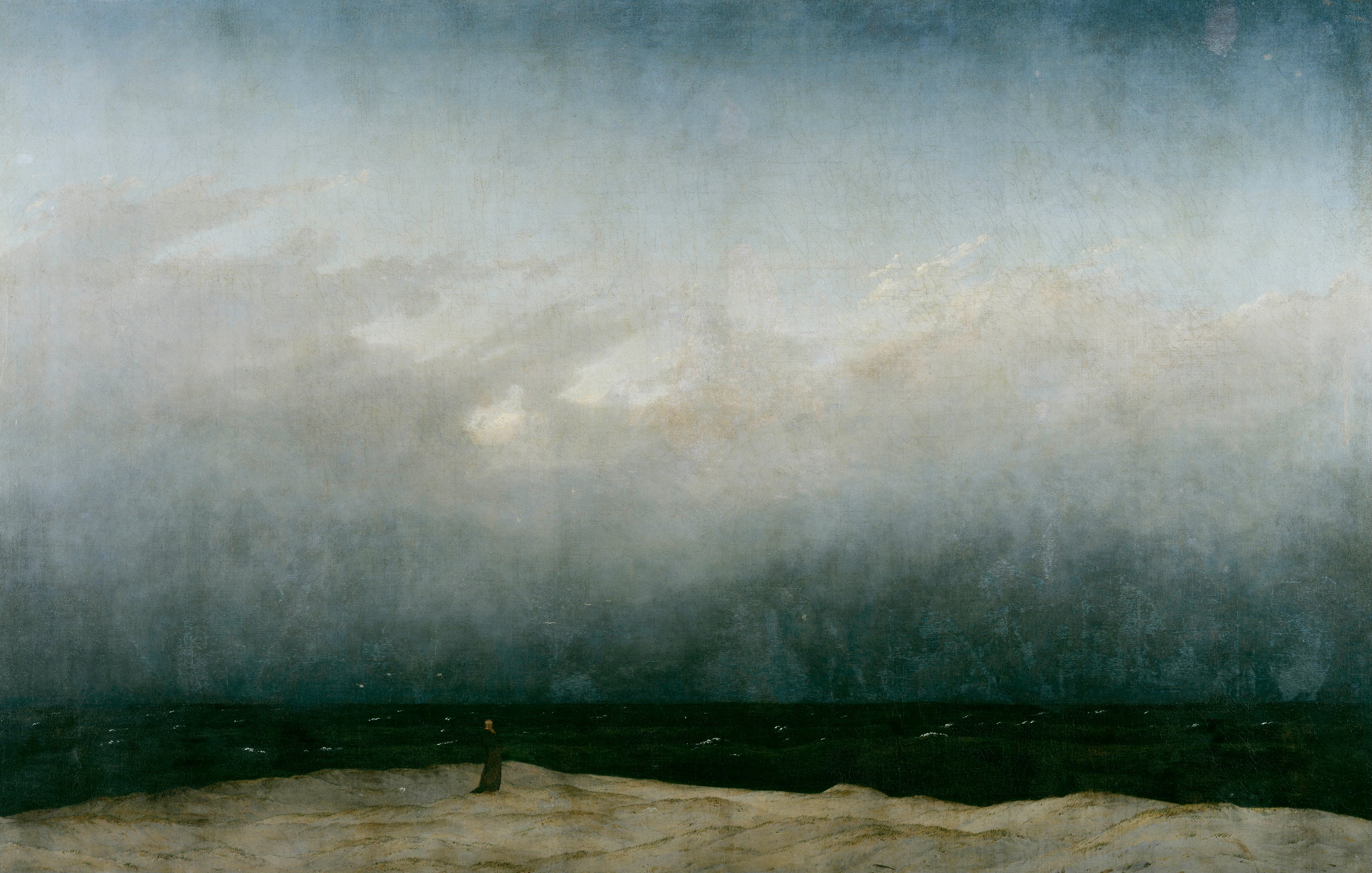
Caspar David Friedrich: El monje junto al mar (1808-10), óleo sobre lienzo, 110 × 171,5 cm, Alte Nationalgalerie Berlín.
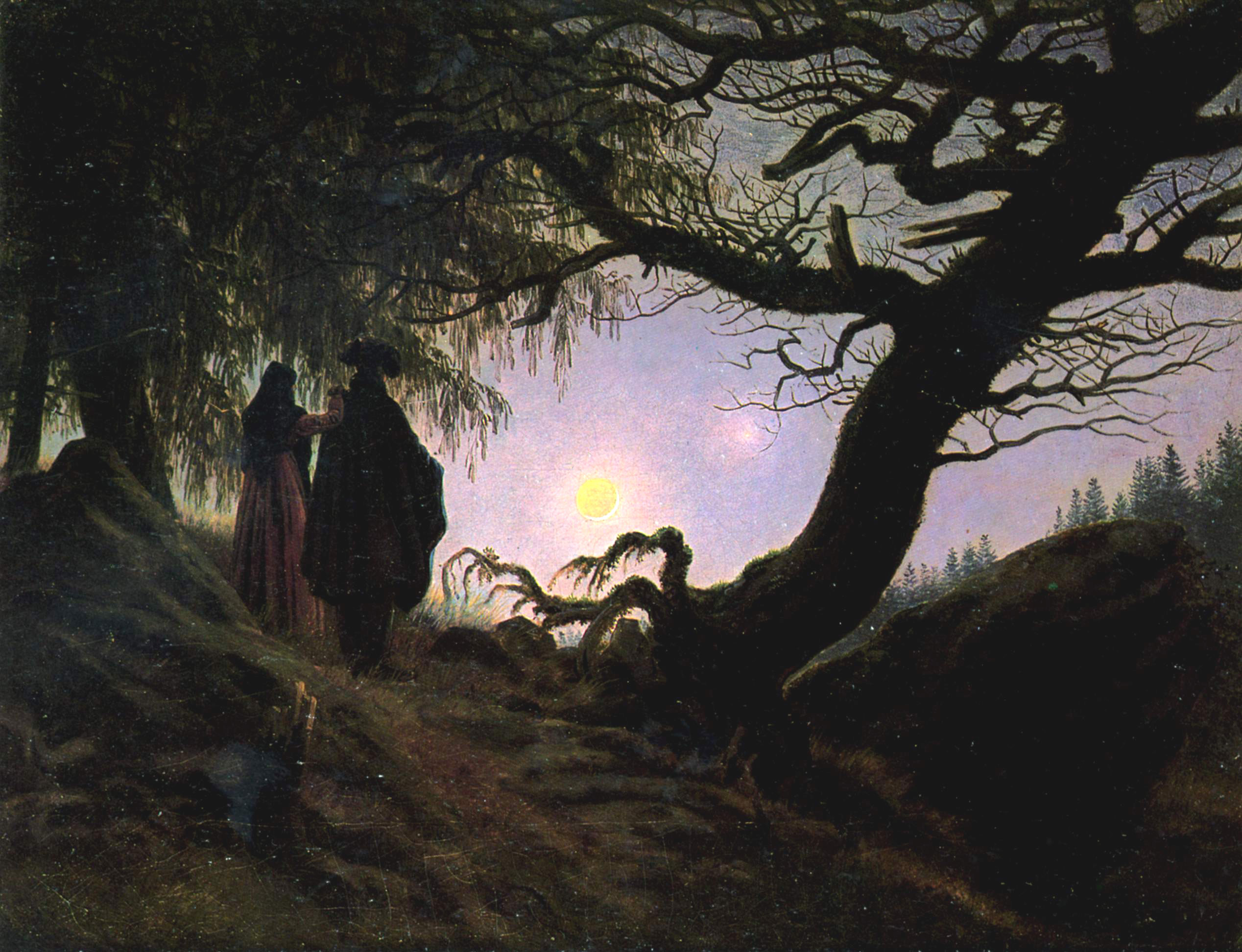
Caspar David Friedrich: Hombre y mujer contemplando la luna (1830-1835), óleo sobre lienzo, 34 × 44 cm, Alte Nationalgalerie Berlín.

Sin embargo, según Reinhold Heller, la "gente solitaria de Munch no tiene consuelo en la religión." También permanecen aislados unos de otros en sus anhelos. Mientras que la mujer se siente atraída por el mar, el anhelo del hombre se dirige hacia la mujer y, sin embargo, rehúye la unión. Se ve enfrentado a dos alternativas: la tentación del agua como elemento vivificante y el "paisaje de la muerte" de las piedras pálidas como la luna en la playa, que en la imaginación de Munch se transforman en figuras fantásticas como los trolls. Hay alternativas que se abordan en repetidas ocasiones en la obra de Munch y que parecen ser mutuamente excluyentes para el artista: la decisión de una unión sexual para crear nueva vida o la renuncia y volverse hacia el arte, imperecedero pero también sin vida como los cantos rodados.

### Sintetismo
Mientras Munch todavía estaba experimentando con el neoimpresionismo y el puntillismo en pinturas como Primavera en la puerta de Karl Johan o Rue Lafayette en los años 1890/91, como él mismo lo describió en retrospectiva, en un "breve período impresionista"  en 1892 con cuadros como Melancolía adopta una nueva forma de expresión al estilo del sintetismo, innovador movimiento artístico fundado por Paul Gauguin entre otros, que adopta contornos simplificados y formas bidimensionales. En Dos personas, según Reinhold Heller, Munch aplicó también las enseñanzas del sintetismo con su “pintura idealista” de forma más sistemática que nunca. Toda ilusión de naturalismo (espacialidad, materialidad, corporeidad, así como autenticidad anatómica y de color) ha sido prohibida en la imagen, al igual que todo lo anecdótico. Las figuras no forman parte de un paisaje naturalista, pero parecen flotar en la superficie de la imagen, mientras que la mano creativa del artista es claramente reconocible, por ejemplo, en los contornos de los objetos. Arne Eggum también llega a la conclusión: “La forma que da expresión a la idea, sin embargo, es inconcebible sin el trasfondo del sintetismo francés." 